# Legge fondamentale dell'Arabia Saudita
La Legge fondamentale dell'Arabia Saudita (in arabo: النظام الأساسي للحكم بالمملكة العربية السعودية un-Naẓāmu l-ʾ Asāsiyyu li-l-Ḥakami bi-l-Mamlakati l-ʿ Arabiyyati s-Sa ʿ ūdīyyah), nota anche come sistema di base di governo, è una carta simile ad una costituzione divisa in nove capitoli e composta da 83 articoli. È basata sull'interpretazione salafita della Shari'a, anche se non ignora le altre leggi islamiche.

## Storia
Dopo l'invasione irachena del Kuwait e la guerra del Golfo, re Fahd ha emesso un decreto reale che è stato ufficialmente pubblicato nei canali televisivi ufficiali e sui giornali il 31 gennaio 1992. Il decreto ha dichiarava quanto segue:
Noi, Fahd bin Abd al-Aziz, Re del Regno dell'Arabia Saudita, in linea con l'interesse pubblico, e in vista dello sviluppo dello Stato in diversi settori, oltre al nostro entusiasmo per il raggiungimento dei nostri obiettivi prospettati, abbiamo ordinato quanto segue:
Primo: Eseguire il sistema di governance di base a seconda del contesto in seguito.
Secondo: Agire in conformità con tutti i sistemi, ordini e risoluzioni che sono attualmente adottati, fino a quando non saranno modificati in conformità al sistema di base di governance.
Terzo: Il sistema di governance di base è pubblicato nella Gazzetta Ufficiale e costituisce titolo esecutivo a decorrere dalla data della sua pubblicazione.»
(Regio decreto A/90 - 27/8/1412 AH)
Circa un anno dopo, è stato dato un nuovo statuto all'assemblea consultiva alla luce delle condizioni emergenti che interessavano il paese dopo la guerra.
I punti di vista culturali e religiosi sauditi stigmatizzarono ogni riferimento ad una "costituzione" diversa dal Corano stesso e dalla pratica del profeta islamico Maometto. L'articolo 1 della legge fondamentale sottolinea che "Libro di Dio (Corano) e la Sunna del Suo Profeta (Maometto) sono la sua [dell'Arabia Saudita] costituzione".
Il principe Talal, chiamato "principe rosso" e "principe liberale", tra gli altri soprannomi per le sue idee liberali, ha dichiarato come non ci possa essere "una costituzione, un regolamento o una legge che va contro la Shari'a" in Arabia Saudita.

## Articoli

### Capitolo 1 - Principi generali
L'articolo 1 stabilisce che il "Libro di Dio e la Sunna del Suo Profeta" sono la costituzione del paese, che l'arabo è la lingua ufficiale e la capitale è Riyad.

### Capitolo 2 - Monarchia
L'articolo 7, proclama i diritti del monarca. Quindi, per l'articolo 8, "giustizia, consultazioni e uguaglianza" devono essere conformi alla Shari'a.

### Capitolo 3 - Caratteristiche della famiglia saudita
L'articolo 9 stabilisce che tutti i membri di ogni famiglia in Arabia Saudita devono essere allevati "sulla base della fede islamica".

### Capitolo 4 - Principi economici
L'articolo 18 protegge la proprietà privata dei cittadini.
L'articolo 21 chiede una "tassa elemosina".

### Capitolo 5 - Diritti e doveri
L'articolo 27 stabilisce un "sistema di sicurezza sociale" che ha fatto dell'Arabia Saudita uno stato sociale. Ciò è diventato possibile, senza espropri e tasse elevate, grazie alle grandi quantità di petrolio e una popolazione di meno di 30 milioni di persone.

### Capitolo 6 - Autorità dello Stato

#### L'Islam come pietra angolare della governance
L'articolo 45 afferma che le sentenze religiose devono essere in accordo con il "Sacro Corano e la Sunna del Profeta." A tal fine viene stabilito un gruppo del clero islamico e un gruppo di ricerca.
Ai sensi dell'articolo 55, il re deve "governare secondo le sentenze dell'Islam e deve sorvegliare l'applicazione della Shari'a."
L'articolo 56 stabilisce che il re è anche il primo ministro.
L'articolo 57 precisa che il re, il gabinetto e gli altri funzionari di rango inferiore, devono seguire l'Islam. Coloro che si discostano da questo possono essere respinti o puniti.

#### Forze armate
Gli articoli 60-62 affermano che il re è il comandante in capo delle forze armate, ed è dotato di competenze in materia di guerra di sicurezza nazionale del paese.

### Capitolo 7 - Affari finanziari
L'articolo 71 precisa che le entrate debbono essere spese in base a leggi e statuti che saranno pubblicati periodicamente nella Gazzetta Ufficiale secondo l'articolo 70.

### Capitolo 9 - Disposizioni generali
L'articolo 82 chiarisce che un temporaneo stato di emergenza in periodo di crisi non può violare l'articolo 7.

## Critiche
La legge fondamentale è stata criticata perché redatta da un comitato del ministero dell'interno, che Human Rights Watch accusa di gravi violazioni dei diritti umani.
Nel XVIII secolo, Muhammad bin Sa'ud e Muḥammad ibn ʿAbd al-Wahhāb hanno integrato tutte le istituzioni politiche e religiose in un unico organo di governo. Il governo dell'Arabia Saudita riserva numerosi posti di lavoro per il clero, i predicatori e i maestri della legge.
Il clero islamico (ʿulamāʾ), i muftī e gli sceicchi che dominano le posizioni giuridiche devono rifarsi oltre che alla Legge Fondamentale, al Corano, agli ḥadīth, alla Sunna e alla giurisprudenza islamica ovvero la Shari'a.
La legge fondamentale non fa menzione di donne, Amnesty International scrive sulla sua relazione del 2000 sull'Arabia Saudita: la discussione sulla discriminazione contro le donne e il loro status di cittadine di seconda classe è stata per lungo tempo un tabù, intoccabile anche per le più alte autorità statali nel paese, nonostante tutta la miseria e la sofferenza delle donne per nessun altro motivo che essere nate tali.
La scrittrice e giornalista saudita Wajeha Al-Huwaider scrive "le donne saudite sono deboli, non importa quanto alto sia il loro status, anche le più viziate, perché nessuna legge le protegge dagli attacchi da parte di chiunque; l'oppressione delle donne e la cancellazione della loro individualità è un difetto che colpisce la maggior parte delle case in Arabia Saudita".